# Lwówi csata

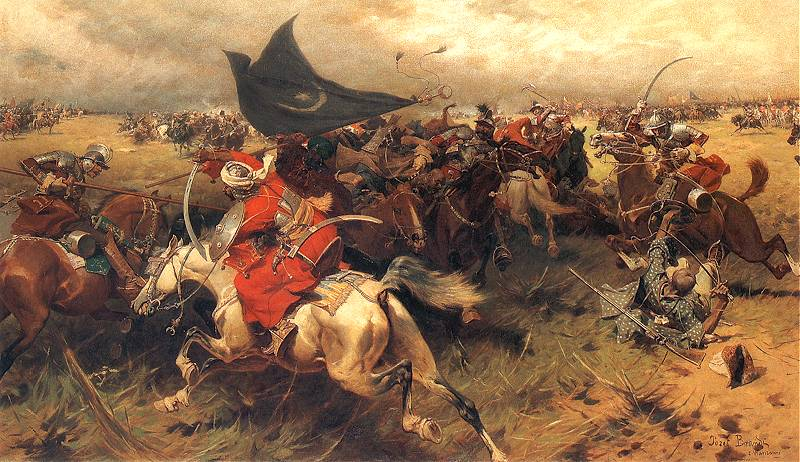
Harc a török zászlóért (Jozef Brandt festménye)

Lwówi csata 1675. augusztus 24-én a lengyel-török háború alatt zajlott le. A 20 ezres török hadsereget, mely számos tatár egységgel egészült ki, Ibrahim Sisman (dagadt) vezette. A lengyel csapatok (kb. 6000 katona) vezére III. Sobieski János volt. A csata a lengyel-litván hadsereg győzelmével ért véget.

## Megemlékezés
A lengyel lovagok lwówi harcairól 1990 után a varsói Ismeretlen Katona Sírjánál emlékeztek meg az egyik táblán „LWÓW 1675. augusztus 24.” felirattal.